# 戴炜 (1960年)
戴炜（1960年12月—），男，辽宁铁岭人，中华人民共和国政治人物。

## 生平
1984年12月加入中国共产党。1999年，担任铁岭市政协副秘书长、办公室主任。2000年4月，担任开原市委常委、常务副市长。2003年10月，任铁岭市委副秘书长、办公室主任。2007年，任铁岭市委秘书长、办公室主任。2011年4月，任中共铁岭市委常委、常务副市长。2015年4月，任葫芦岛市委副书记，市人民政府副市长、代市长、党组书记。6月，任中共葫芦岛市委副书记，市长。2016年9月24日，被免去葫芦岛市委副书记、市委委员和葫芦岛市市长职务。